# 纪念钟塔

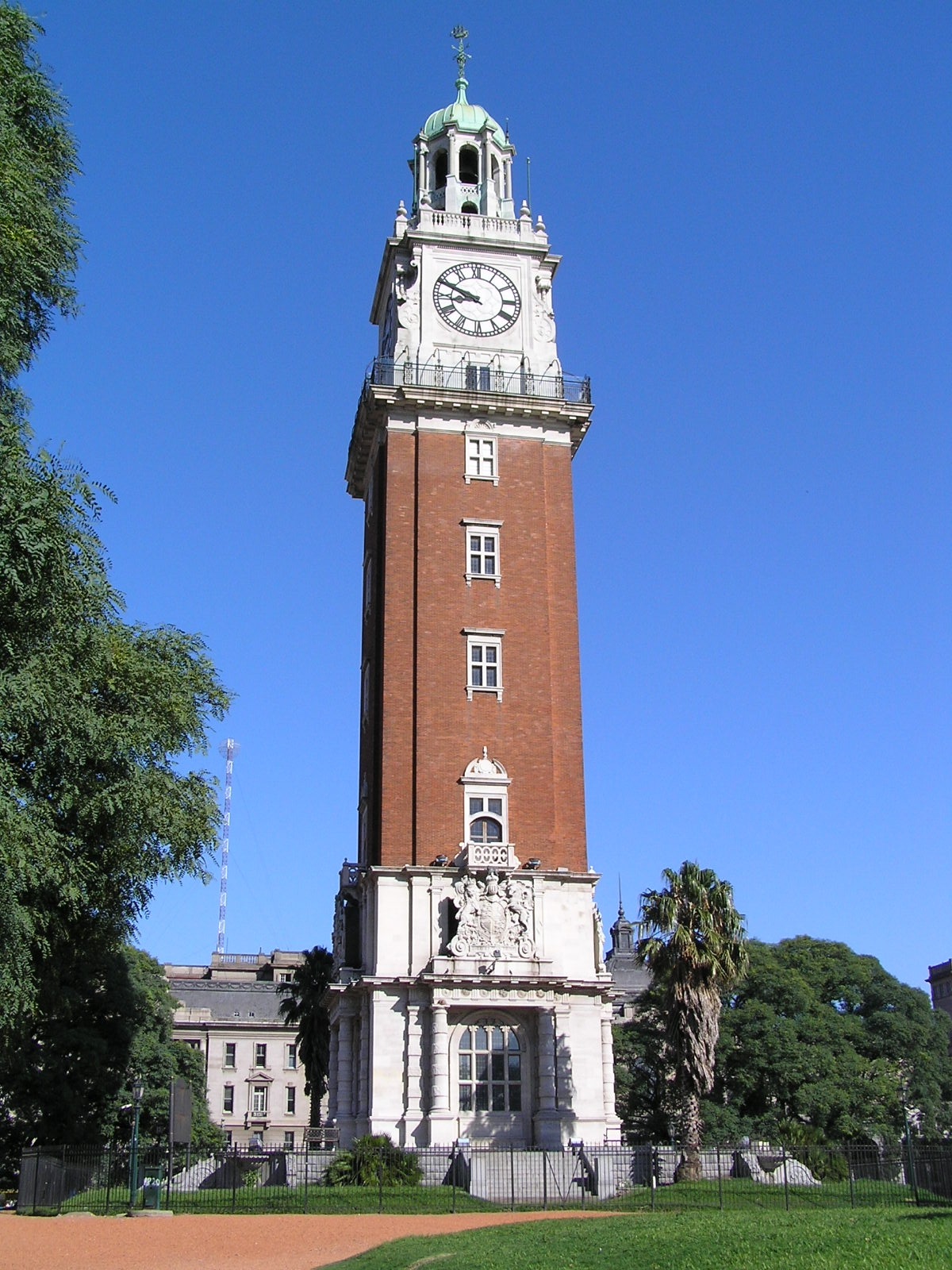
纪念钟塔

纪念钟塔（Torre Monumental），在1982年马岛战争前称为英人钟塔（Torre de los Ingleses）位于阿根廷布宜诺斯艾利斯雷蒂罗区的阿根廷空军广场（Plaza Fuerza Aérea Argentina），旧名不列颠广场（Plaza Británica），毗邻圣马丁街和解放者大道。这是1910年五月革命百年纪念时当地英国社区赠送的礼物。
该塔高8层，75.50米。钟的高度为35米。

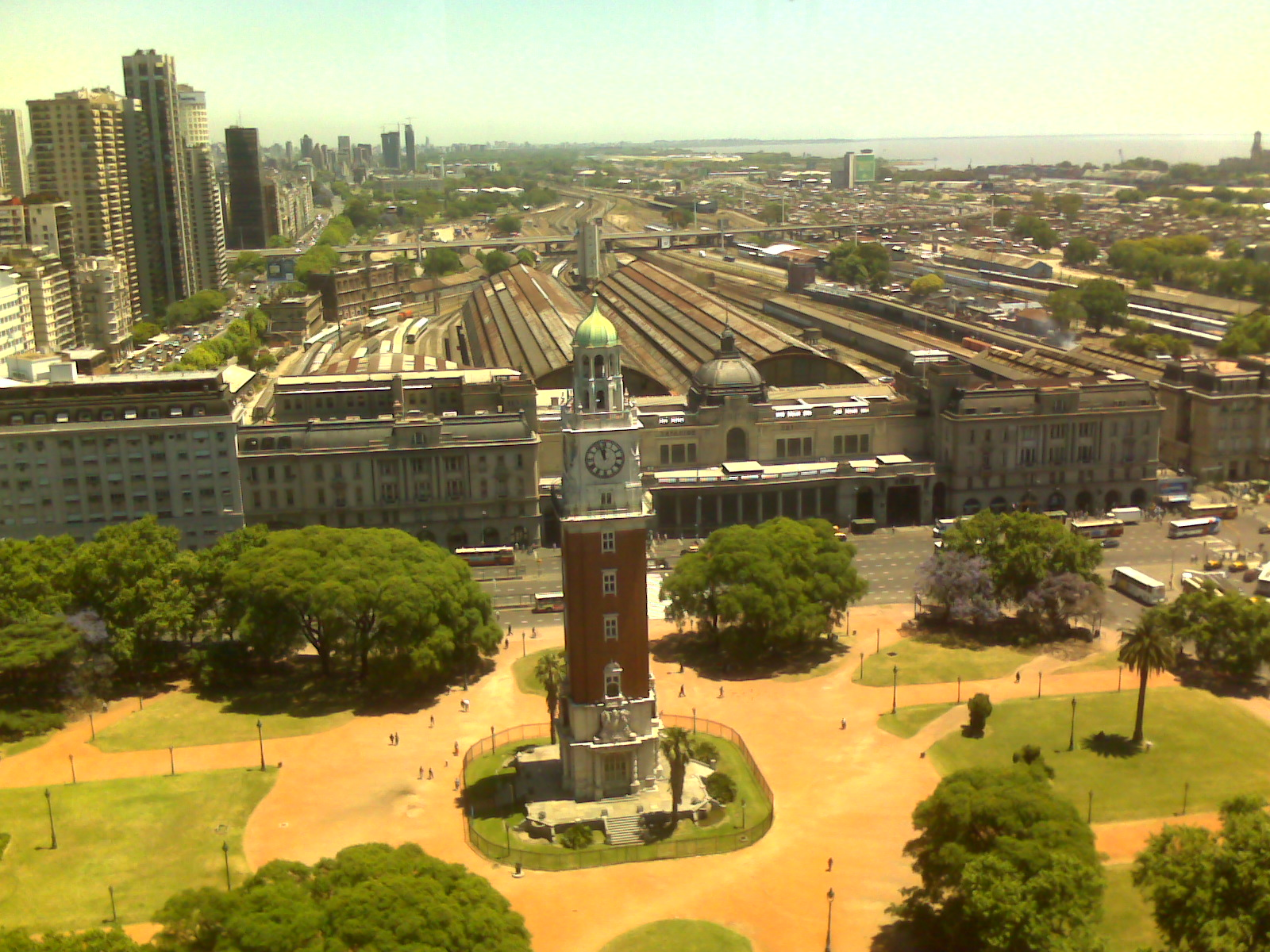
纪念钟塔

该塔装饰着大英帝国的标志：苏格兰蓟，英国玫瑰，威尔士龙和爱尔兰三叶草。 
阿根廷在马岛战争中失败后，1984年11月发生爆炸。2006年，大楼对公众关闭，进行技术维护，但是偶尔还有反英涂鸦画。